# Liste des sénateurs des États-Unis pour l'Oregon
Cet article dresse la liste des membres du Sénat des États-Unis élus de l'État de l'Oregon depuis son admission dans l'Union le 14 février 1859.

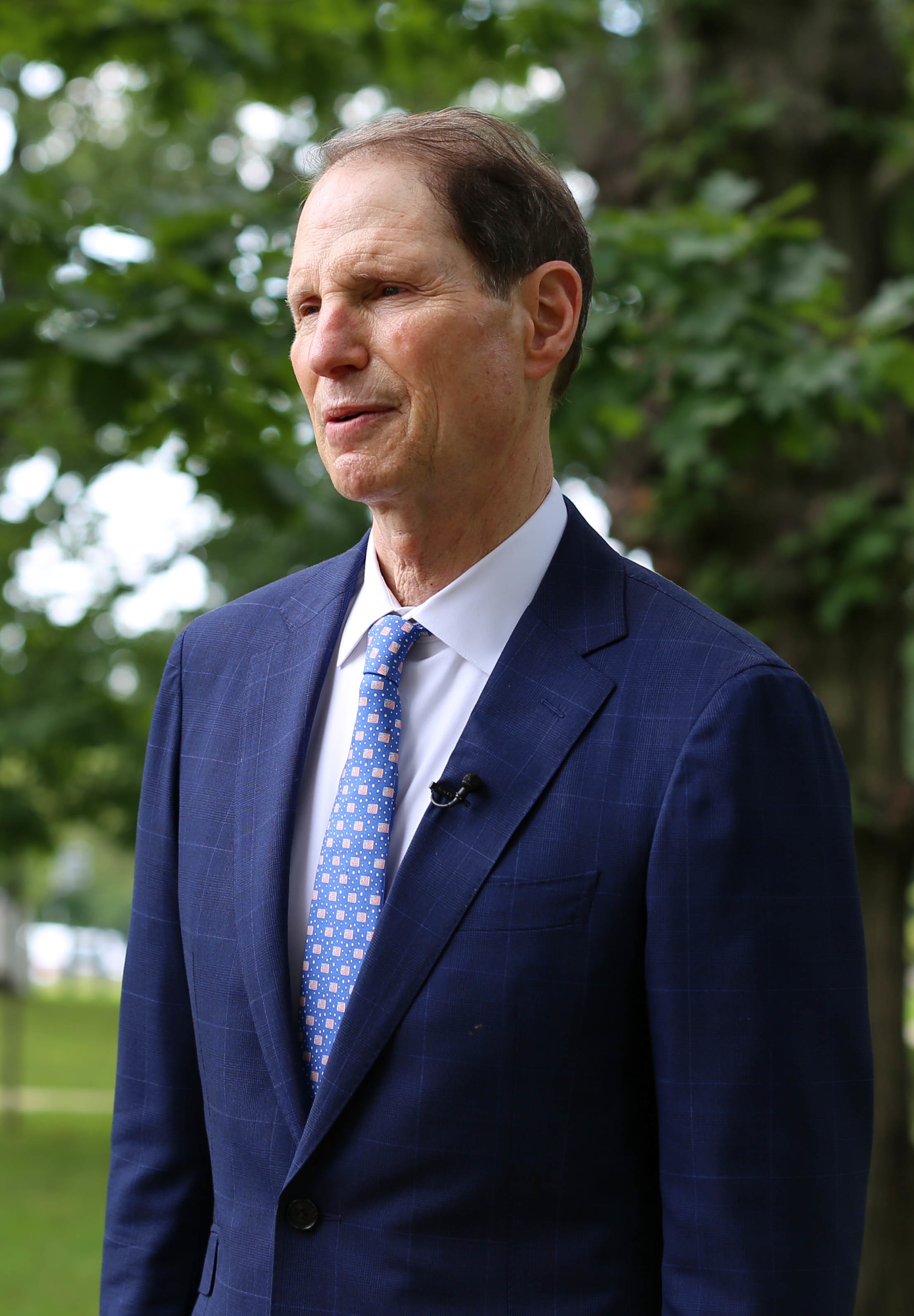
Ron Wyden (D), sénateur depuis 1996.
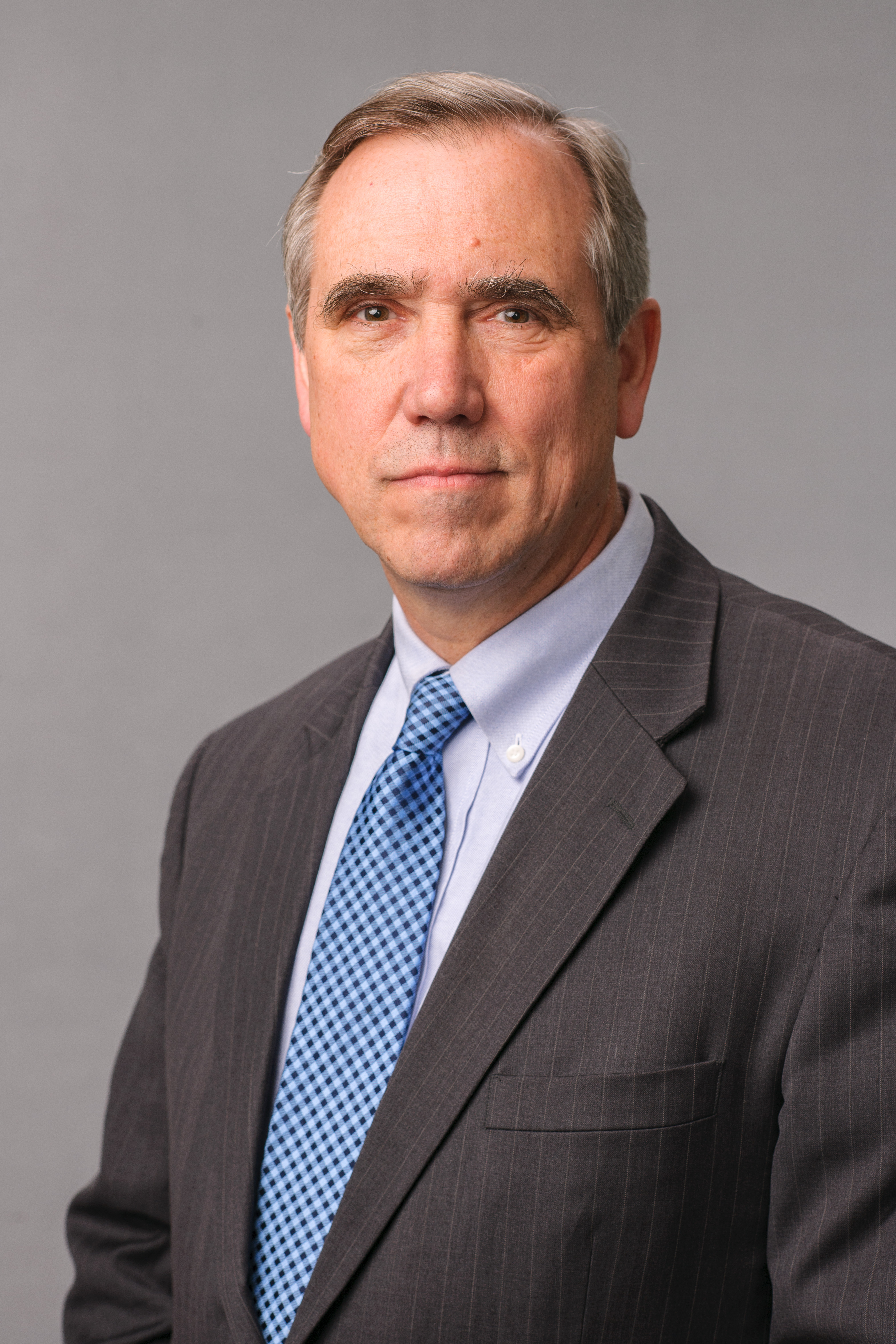
Jeff Merkley (D), sénateur depuis 2009.

## Élections
Les deux sénateurs sont élus au suffrage universel direct pour un mandat de six ans. Les prochaines élections auront lieu en novembre 2026 pour le siège de la classe II et en novembre 2022 pour le siège de la classe III.

## Liste des sénateurs
| Sénateur de classe II                                                                                 | Sénateur de classe II                                                                                 | Sénateur de classe II                                                                                 | Congrès                                                                                   | Sénateur de classe III                                                                    | Sénateur de classe III  | Sénateur de classe III |
| --- | --- | --- | ----------------------------------------------------------------------------------------- | ----------------------------------------------------------------------------------------- | ----------------------- | ---------------------- |
| | Delazon Smith (en) (démocrate)                                                                        | | 35e (1857-1859)                                                                           |                                                                                           | Joseph Lane (démocrate) |                        |
| Vacant 3 mars 1859 – 1er octobre 1860 L'Assemblée législative de l'Oregon échoue à élire un sénateur. | Vacant 3 mars 1859 – 1er octobre 1860 L'Assemblée législative de l'Oregon échoue à élire un sénateur. | Vacant 3 mars 1859 – 1er octobre 1860 L'Assemblée législative de l'Oregon échoue à élire un sénateur. | 36e (1859-1860)                                                                           |                                                                                           | Joseph Lane (démocrate) |                        |
| | Edward D. Baker (républicain)                                                                         | | 36e (1860-1861)                                                                           |                                                                                           | Joseph Lane (démocrate) |                        |
| 37e (1861-1862)                                                                                       | Edward D. Baker (républicain)                                                                         | | James Nesmith (en) (démocrate)                                                            |                                                                                           |                         |                        |
| | Benjamin Stark (en) (démocrate)                                                                       | | James Nesmith (en) (démocrate)                                                            | 37e (1862)                                                                                |                         |                        |
| | Benjamin F. Harding (en) (démocrate)                                                                  | | James Nesmith (en) (démocrate)                                                            | 37e (1862-1863)                                                                           |                         |                        |
| 38e (1863-1865)                                                                                       | Benjamin F. Harding (en) (démocrate)                                                                  | | James Nesmith (en) (démocrate)                                                            |                                                                                           |                         |                        |
| | George H. Williams (républicain)                                                                      | | James Nesmith (en) (démocrate)                                                            | 39e (1865-1867)                                                                           |                         |                        |
| 40e (1867-1869)                                                                                       | George H. Williams (républicain)                                                                      | | Henry W. Corbett (républicain)                                                            |                                                                                           |                         |                        |
| 41e (1869-1871)                                                                                       | George H. Williams (républicain)                                                                      | | Henry W. Corbett (républicain)                                                            |                                                                                           |                         |                        |
| | James K. Kelly (en) (démocrate)                                                                       | | Henry W. Corbett (républicain)                                                            | 42e (1871-1873)                                                                           |                         |                        |
| 43e (1873-1875)                                                                                       | James K. Kelly (en) (démocrate)                                                                       | | John H. Mitchell (en) (républicain)                                                       |                                                                                           |                         |                        |
| 44e (1875-1877)                                                                                       | James K. Kelly (en) (démocrate)                                                                       | | John H. Mitchell (en) (républicain)                                                       |                                                                                           |                         |                        |
| | La Fayette Grover (démocrate)                                                                         | | John H. Mitchell (en) (républicain)                                                       | 45e (1877-1879)                                                                           |                         |                        |
| 46e (1879-1881)                                                                                       | La Fayette Grover (démocrate)                                                                         | | James H. Slater (en) (démocrate)                                                          |                                                                                           |                         |                        |
| 47e (1881-1883)                                                                                       | La Fayette Grover (démocrate)                                                                         | | James H. Slater (en) (démocrate)                                                          |                                                                                           |                         |                        |
| | Joseph N. Dolph (républicain)                                                                         | | James H. Slater (en) (démocrate)                                                          | 48e (1883-1885)                                                                           |                         |                        |
| 49e (1885-1887)                                                                                       | Joseph N. Dolph (républicain)                                                                         | | John H. Mitchell (en) (républicain)                                                       |                                                                                           |                         |                        |
| 50e (1887-1889)                                                                                       | Joseph N. Dolph (républicain)                                                                         | | John H. Mitchell (en) (républicain)                                                       |                                                                                           |                         |                        |
| 51e (1889-1891)                                                                                       | Joseph N. Dolph (républicain)                                                                         | | John H. Mitchell (en) (républicain)                                                       |                                                                                           |                         |                        |
| 52e (1891-1893)                                                                                       | Joseph N. Dolph (républicain)                                                                         | | John H. Mitchell (en) (républicain)                                                       |                                                                                           |                         |                        |
| 53e (1893-1895)                                                                                       | Joseph N. Dolph (républicain)                                                                         | | John H. Mitchell (en) (républicain)                                                       |                                                                                           |                         |                        |
| | George W. McBride (en) (républicain)                                                                  | | John H. Mitchell (en) (républicain)                                                       | 54e (1895-1897)                                                                           |                         |                        |
| 55e (1897-1898)                                                                                       | George W. McBride (en) (républicain)                                                                  | Vacant 3 mars 1897 – 7 octobre 1898 L'Assemblée législative de l'Oregon ne se réunit pas.             | Vacant 3 mars 1897 – 7 octobre 1898 L'Assemblée législative de l'Oregon ne se réunit pas. | Vacant 3 mars 1897 – 7 octobre 1898 L'Assemblée législative de l'Oregon ne se réunit pas. |                         |                        |
| 55e (1898-1899)                                                                                       | George W. McBride (en) (républicain)                                                                  | | Joseph Simon (en) (républicain)                                                           |                                                                                           |                         |                        |
| 56e (1899-1901)                                                                                       | George W. McBride (en) (républicain)                                                                  | | Joseph Simon (en) (républicain)                                                           |                                                                                           |                         |                        |
| | John H. Mitchell (en) (républicain)                                                                   | | Joseph Simon (en) (républicain)                                                           | 57e (1901-1903)                                                                           |                         |                        |
| 58e (1903-1905)                                                                                       | John H. Mitchell (en) (républicain)                                                                   | | Charles W. Fulton (en) (républicain)                                                      |                                                                                           |                         |                        |
| 59e (1905)                                                                                            | John H. Mitchell (en) (républicain)                                                                   | | Charles W. Fulton (en) (républicain)                                                      |                                                                                           |                         |                        |
| | John M. Gearin (en) (démocrate)                                                                       | | Charles W. Fulton (en) (républicain)                                                      | 59e (1905-1907)                                                                           |                         |                        |
| | Frederick W. Mulkey (en) (républicain)                                                                | | Charles W. Fulton (en) (républicain)                                                      | 59e (1907)                                                                                |                         |                        |
| | Jonathan Bourne, Jr. (en) (républicain)                                                               | | Charles W. Fulton (en) (républicain)                                                      | 60e (1907-1909)                                                                           |                         |                        |
| 61e (1909-1911)                                                                                       | Jonathan Bourne, Jr. (en) (républicain)                                                               | | George E. Chamberlain (démocrate)                                                         |                                                                                           |                         |                        |
| 62e (1911-1913)                                                                                       | Jonathan Bourne, Jr. (en) (républicain)                                                               | | George E. Chamberlain (démocrate)                                                         |                                                                                           |                         |                        |
| | Harry Lane (en) (démocrate)                                                                           | | George E. Chamberlain (démocrate)                                                         | 63e (1913-1915)                                                                           |                         |                        |
| 64e (1915-1917)                                                                                       | Harry Lane (en) (démocrate)                                                                           | | George E. Chamberlain (démocrate)                                                         |                                                                                           |                         |                        |
| 65e (1917)                                                                                            | Harry Lane (en) (démocrate)                                                                           | | George E. Chamberlain (démocrate)                                                         |                                                                                           |                         |                        |
| | Charles L. McNary (républicain)                                                                       | | George E. Chamberlain (démocrate)                                                         | 65e (1917-1918)                                                                           |                         |                        |
| | Frederick W. Mulkey (en) (républicain)                                                                | | George E. Chamberlain (démocrate)                                                         | 65e (1918)                                                                                |                         |                        |
| | Charles L. McNary (républicain)                                                                       | | George E. Chamberlain (démocrate)                                                         | 65e (1918-1919)                                                                           |                         |                        |
| 66e (1919-1921)                                                                                       | Charles L. McNary (républicain)                                                                       | | George E. Chamberlain (démocrate)                                                         |                                                                                           |                         |                        |
| 67e (1921-1923)                                                                                       | Charles L. McNary (républicain)                                                                       | | Robert N. Stanfield (en) (républicain)                                                    |                                                                                           |                         |                        |
| 68e (1923-1925)                                                                                       | Charles L. McNary (républicain)                                                                       | | Robert N. Stanfield (en) (républicain)                                                    |                                                                                           |                         |                        |
| 69e (1925-1927)                                                                                       | Charles L. McNary (républicain)                                                                       | | Robert N. Stanfield (en) (républicain)                                                    |                                                                                           |                         |                        |
| 70e (1927-1929)                                                                                       | Charles L. McNary (républicain)                                                                       | | Frederick Steiwer (en) (républicain)                                                      |                                                                                           |                         |                        |
| 71e (1929-1931)                                                                                       | Charles L. McNary (républicain)                                                                       | | Frederick Steiwer (en) (républicain)                                                      |                                                                                           |                         |                        |
| 72e (1931-1933)                                                                                       | Charles L. McNary (républicain)                                                                       | | Frederick Steiwer (en) (républicain)                                                      |                                                                                           |                         |                        |
| 73e (1933-1935)                                                                                       | Charles L. McNary (républicain)                                                                       | | Frederick Steiwer (en) (républicain)                                                      |                                                                                           |                         |                        |
| 74e (1935-1937)                                                                                       | Charles L. McNary (républicain)                                                                       | | Frederick Steiwer (en) (républicain)                                                      |                                                                                           |                         |                        |
| 75e (1937-1938)                                                                                       | Charles L. McNary (républicain)                                                                       | | Frederick Steiwer (en) (républicain)                                                      |                                                                                           |                         |                        |
| 75e (1938)                                                                                            | Charles L. McNary (républicain)                                                                       | | Alfred E. Reames (en) (démocrate)                                                         |                                                                                           |                         |                        |
| 75e (1938-1939)                                                                                       | Charles L. McNary (républicain)                                                                       | | Alexander G. Barry (en) (républicain)                                                     |                                                                                           |                         |                        |
| 76e (1939-1941)                                                                                       | Charles L. McNary (républicain)                                                                       | | Rufus C. Holman (en) (républicain)                                                        |                                                                                           |                         |                        |
| 77e (1941-1943)                                                                                       | Charles L. McNary (républicain)                                                                       | | Rufus C. Holman (en) (républicain)                                                        |                                                                                           |                         |                        |
| 78e (1943-1944)                                                                                       | Charles L. McNary (républicain)                                                                       | | Rufus C. Holman (en) (républicain)                                                        |                                                                                           |                         |                        |
| | Guy Cordon (en) (républicain)                                                                         | | Rufus C. Holman (en) (républicain)                                                        | 78e (1944-1945)                                                                           |                         |                        |
| 79e (1945-1947)                                                                                       | Guy Cordon (en) (républicain)                                                                         | | Wayne Morse (en) (républicain, puis indépendant et démocrate)                             |                                                                                           |                         |                        |
| 80e (1947-1949)                                                                                       | Guy Cordon (en) (républicain)                                                                         | | Wayne Morse (en) (républicain, puis indépendant et démocrate)                             |                                                                                           |                         |                        |
| 81e (1949-1951)                                                                                       | Guy Cordon (en) (républicain)                                                                         | | Wayne Morse (en) (républicain, puis indépendant et démocrate)                             |                                                                                           |                         |                        |
| 82e (1951-1953)                                                                                       | Guy Cordon (en) (républicain)                                                                         | | Wayne Morse (en) (républicain, puis indépendant et démocrate)                             |                                                                                           |                         |                        |
| 83e (1953-1955)                                                                                       | Guy Cordon (en) (républicain)                                                                         | | Wayne Morse (en) (républicain, puis indépendant et démocrate)                             |                                                                                           |                         |                        |
| | Richard L. Neuberger (en) (démocrate)                                                                 | | Wayne Morse (en) (républicain, puis indépendant et démocrate)                             | 84e (1955-1957)                                                                           |                         |                        |
| 85e (1957-1959)                                                                                       | Richard L. Neuberger (en) (démocrate)                                                                 | | Wayne Morse (en) (républicain, puis indépendant et démocrate)                             |                                                                                           |                         |                        |
| 86e (1959-1960)                                                                                       | Richard L. Neuberger (en) (démocrate)                                                                 | | Wayne Morse (en) (républicain, puis indépendant et démocrate)                             |                                                                                           |                         |                        |
| | Hall S. Lusk (en) (démocrate)                                                                         | | Wayne Morse (en) (républicain, puis indépendant et démocrate)                             | 86e (1960)                                                                                |                         |                        |
| | Maurine Brown Neuberger (en) (démocrate)                                                              | | Wayne Morse (en) (républicain, puis indépendant et démocrate)                             | 86e (1960-1961)                                                                           |                         |                        |
| 87e (1961-1963)                                                                                       | Maurine Brown Neuberger (en) (démocrate)                                                              | | Wayne Morse (en) (républicain, puis indépendant et démocrate)                             |                                                                                           |                         |                        |
| 88e (1963-1965)                                                                                       | Maurine Brown Neuberger (en) (démocrate)                                                              | | Wayne Morse (en) (républicain, puis indépendant et démocrate)                             |                                                                                           |                         |                        |
| 89e (1965-1967)                                                                                       | Maurine Brown Neuberger (en) (démocrate)                                                              | | Wayne Morse (en) (républicain, puis indépendant et démocrate)                             |                                                                                           |                         |                        |
| | Mark Hatfield (républicain)                                                                           | | Wayne Morse (en) (républicain, puis indépendant et démocrate)                             | 90e (1967-1969)                                                                           |                         |                        |
| 91e (1969-1971)                                                                                       | Mark Hatfield (républicain)                                                                           | | Bob Packwood (en) (républicain)                                                           |                                                                                           |                         |                        |
| 92e (1971-1973)                                                                                       | Mark Hatfield (républicain)                                                                           | | Bob Packwood (en) (républicain)                                                           |                                                                                           |                         |                        |
| 93e (1973-1975)                                                                                       | Mark Hatfield (républicain)                                                                           | | Bob Packwood (en) (républicain)                                                           |                                                                                           |                         |                        |
| 94e (1975-1977)                                                                                       | Mark Hatfield (républicain)                                                                           | | Bob Packwood (en) (républicain)                                                           |                                                                                           |                         |                        |
| 95e (1977-1979)                                                                                       | Mark Hatfield (républicain)                                                                           | | Bob Packwood (en) (républicain)                                                           |                                                                                           |                         |                        |
| 96e (1979-1981)                                                                                       | Mark Hatfield (républicain)                                                                           | | Bob Packwood (en) (républicain)                                                           |                                                                                           |                         |                        |
| 97e (1981-1983)                                                                                       | Mark Hatfield (républicain)                                                                           | | Bob Packwood (en) (républicain)                                                           |                                                                                           |                         |                        |
| 98e (1983-1985)                                                                                       | Mark Hatfield (républicain)                                                                           | | Bob Packwood (en) (républicain)                                                           |                                                                                           |                         |                        |
| 99e (1985-1987)                                                                                       | Mark Hatfield (républicain)                                                                           | | Bob Packwood (en) (républicain)                                                           |                                                                                           |                         |                        |
| 100e (1987-1989)                                                                                      | Mark Hatfield (républicain)                                                                           | | Bob Packwood (en) (républicain)                                                           |                                                                                           |                         |                        |
| 101e (1989-1991)                                                                                      | Mark Hatfield (républicain)                                                                           | | Bob Packwood (en) (républicain)                                                           |                                                                                           |                         |                        |
| 102e (1991-1993)                                                                                      | Mark Hatfield (républicain)                                                                           | | Bob Packwood (en) (républicain)                                                           |                                                                                           |                         |                        |
| 103e (1993-1995)                                                                                      | Mark Hatfield (républicain)                                                                           | | Bob Packwood (en) (républicain)                                                           |                                                                                           |                         |                        |
| 104e (1995)                                                                                           | Mark Hatfield (républicain)                                                                           | | Bob Packwood (en) (républicain)                                                           |                                                                                           |                         |                        |
| 104e (1996-1997)                                                                                      | Mark Hatfield (républicain)                                                                           | | Ron Wyden (démocrate)                                                                     |                                                                                           |                         |                        |
| | Gordon Smith (républicain)                                                                            | | Ron Wyden (démocrate)                                                                     | 105e (1997-1999)                                                                          |                         |                        |
| 106e (1999-2001)                                                                                      | Gordon Smith (républicain)                                                                            | | Ron Wyden (démocrate)                                                                     |                                                                                           |                         |                        |
| 107e (2001-2003)                                                                                      | Gordon Smith (républicain)                                                                            | | Ron Wyden (démocrate)                                                                     |                                                                                           |                         |                        |
| 108e (2003-2005)                                                                                      | Gordon Smith (républicain)                                                                            | | Ron Wyden (démocrate)                                                                     |                                                                                           |                         |                        |
| 109e (2005-2007)                                                                                      | Gordon Smith (républicain)                                                                            | | Ron Wyden (démocrate)                                                                     |                                                                                           |                         |                        |
| 110e (2007-2009)                                                                                      | Gordon Smith (républicain)                                                                            | | Ron Wyden (démocrate)                                                                     |                                                                                           |                         |                        |
| | Jeff Merkley (démocrate)                                                                              | | Ron Wyden (démocrate)                                                                     | 111e (2009-2011)                                                                          |                         |                        |
| 112e (2011-2013)                                                                                      | Jeff Merkley (démocrate)                                                                              | | Ron Wyden (démocrate)                                                                     |                                                                                           |                         |                        |
| 113e (2013-2015)                                                                                      | Jeff Merkley (démocrate)                                                                              | | Ron Wyden (démocrate)                                                                     |                                                                                           |                         |                        |
| 114e (2015-2017)                                                                                      | Jeff Merkley (démocrate)                                                                              | | Ron Wyden (démocrate)                                                                     |                                                                                           |                         |                        |
| 115e (2017-2019)                                                                                      | Jeff Merkley (démocrate)                                                                              | | Ron Wyden (démocrate)                                                                     |                                                                                           |                         |                        |
| 116e (2019-2021)                                                                                      | Jeff Merkley (démocrate)                                                                              | | Ron Wyden (démocrate)                                                                     |                                                                                           |                         |                        |
| 117e (2021-2023)                                                                                      | Jeff Merkley (démocrate)                                                                              | | Ron Wyden (démocrate)                                                                     |                                                                                           |                         |                        |
| 118e (2023-2025)                                                                                      | Jeff Merkley (démocrate)                                                                              | | Ron Wyden (démocrate)                                                                     |                                                                                           |                         |                        |
| 119e (2025-2027)                                                                                      | Jeff Merkley (démocrate)                                                                              | | Ron Wyden (démocrate)                                                                     |                                                                                           |                         |                        |